# Раны земли нашей
«Раны земли нашей» (лит. Žaizdos žemės mūsų) — советский фильм 1971 года снятый на Литовской киностудии режиссёром Марионасом Гедрисом.

## Сюжет
- Главные герои фильма имеют чётких прототипов — коммунист Владас Рекашюс и генерал литовской армии Повилас Плехавичюс.[1]

1918 год, после окончания Первой мировой войны и ухода кайзеровской армии на территории жемайтии образуется буржуазная Литва. В город приезжает интеллигент Гедрайтис. Военный комендант Пилькявичюс замечает, что раньше там где появлялся Гедрайтис, появлялась и большевистская печать. Вскоре в городке формируется подпольная ячейка большевиков. Не имея доказательств о причастности к ней Гедрайтиса, лишь подозревая его, в надежде выявить через него большевиков Пилькявичюс похищает его маленькую дочь…

О самоотверженной борьбе литовских революционеров-коммунистов в 1919 году, их стойкости и мужестве.— История Литовской ССР: с древнейших времен до наших дней. — Мокслас, 1978. — 675 с. — стр. 613

## В ролях
- Антанас Шурна — Гедрайтис, революционер-подпольщик
- Эугения Плешките — Гедрайтене, его жена
- Генрикас Кураускас — полковник Пилькявичюс, военный комендант Жемайтии
- Повилас Гайдис — Диргела
- Ирена Васюлите — Люда
- Стяпас Юкна — Вилкаускас
- Альгирдас Паулавичюс — Адолис, сын Вилкаускаса
- Стасис Петронайтис — Дракшас
- Миле Шаблаускайте — жена Дракшаса
- Витаутас Томкус — Миколас Норкус
- Юозас Ярушявичюс — Юозапас, брат Миколаса
- Арнас Росенас — Гураускас
- Казис Юрашунас — отец Гураускаса
- Фердинандас Якшис — Шадейкис, ксендз
- Балис Юшкявичюс — Гайдукайтис
- Гедиминас Паулюкайтис — Вербила, владелец мельницы
- Юозас Урманавичюс — революционер-подпольщик
- Стасис Паска — провокатор

В эпизодах: Гедиминас Пранцкунас, Казимирас Виткус, Леонардас Зельчюс, Витаутас Канцлерис, Ромуалдас Урвинис и другие.

## Критика
Критика отметила, что в профессиональном отношении режиссер М. Гедрис явно продвинулся вперёд. Привлекает сдержанность режиссёрской манеры, свойственная и ранним его фильмам. Большое внимание уделяет М. Гедрис ансамблевой игре актеров. Однако «Раны земли нашей» картина менее цельная по сравнению с прежними работами режиссёра.— Кино советской Литвы / Марианна Мальцене. — М.: Искусство, 1980. — 248 с. — стр. 149